# Vääräkarit
Vääräkarit är klippor i Finland.   De ligger i kommunen Nådendal i landskapet Egentliga Finland, i den sydvästra delen av landet, 170 km väster om huvudstaden Helsingfors. Vääräkarit ligger 3 meter över havet.
Terrängen runt Vääräkarit är mycket platt. Havet är nära Vääräkarit åt sydväst. Runt Vääräkarit är det glesbefolkat, med 14 invånare per kvadratkilometer. Närmaste större samhälle är Nådendal, 15,9 km nordost om Vääräkarit. 